# Asklönn

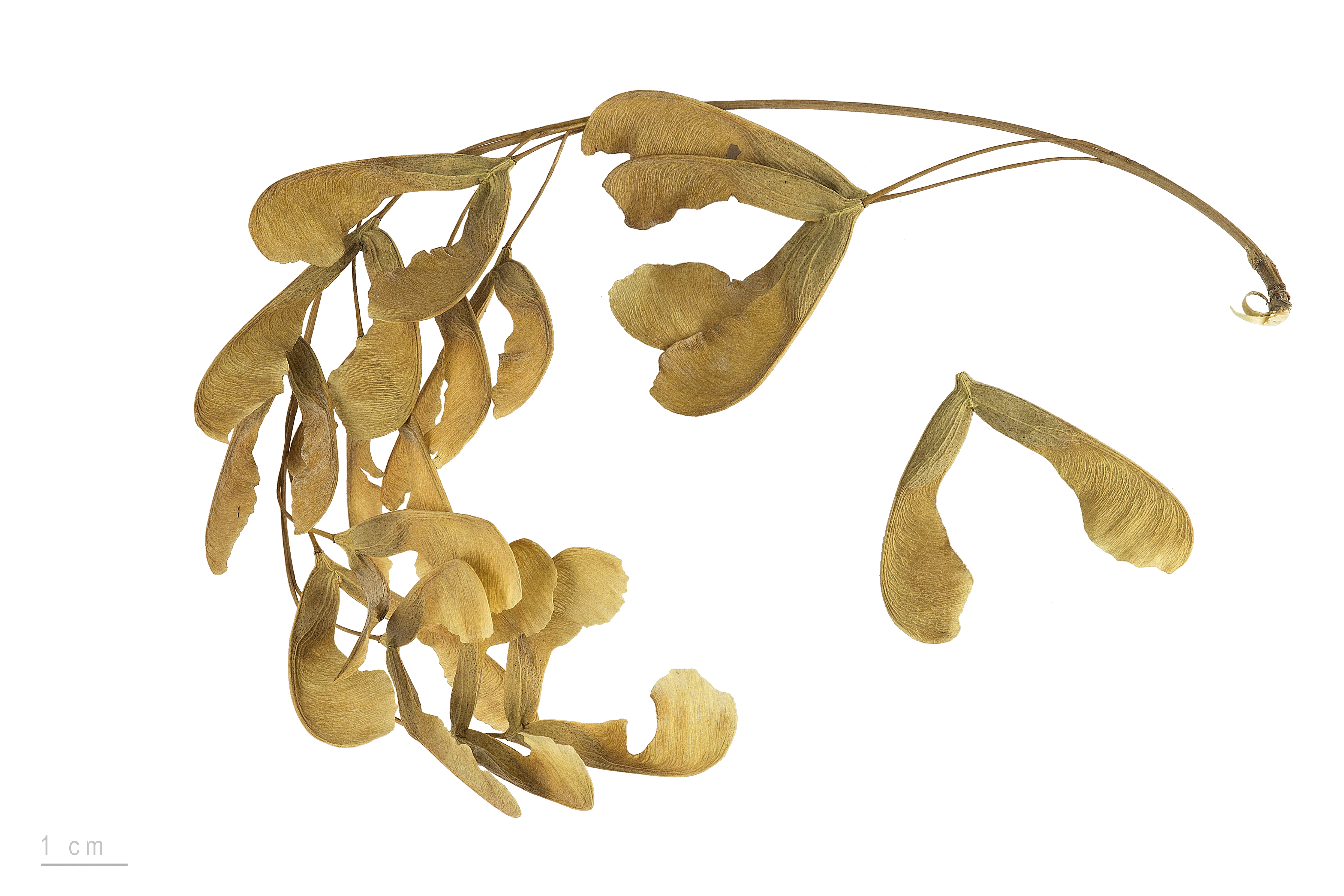
Asklönn.

Asklönn (Acer negundo) är ett träd i Lönnsläktet, familjen kinesträdsväxter, från Nordamerika och söderut till Guatemala.
Asklönn är sällan utformad som en buske, oftare ett upp till 15 meter högt träd och ibland ett 20 meter högt träd. Den kan över 8 till 11 år producera frön. Enstaka exemplar blev 75 år gamla.
Arten växer i låglandet och i bergstrakter upp till 2700 meter över havet. Ursprungligen saknades asklönn i delstaterna Maine, Washington och Oregon i USA, men den blev introducerad där. Hawaii och Alaska är de enda av USA:s delstater där arten inte förekommer. Asklönn hittas främst i lövfällande skogar.
Frön äts av fåglar och unga växtskott samt blad är föda för olika hovdjur och andra växtätare.
Larver av den introducerade asiatiska långhorningen lever ibland som parasiter på växten. Enstaka asklönn skadades allvarlig. Artens trä används för mindre eleganta möbler eller för staket samt som ved. Som hos flera andra lönnarter är sirapen ätlig. Trädet planteras ofta som vindskydd.
Allmänt är arten inte sällsynt och hoten är inte allvarliga. IUCN listar asklönn som livskraftig (LC).